# Ferdinando Rodriquez
Ferdinando Rodriquez (Lipari, 1814 – 1864) è stato un medico e scrittore italiano.
Medico presso l'ospedale civico di Lipari, è stato autore di numerosi scritti di medicina, che costituiscono gli unici documenti storici sulle conoscenze mediche e per la salute in uso sull'isola di Lipari a metà del XIX secolo, nonché sulla diffusione di numerose malattie.

## Biografia
Ferdinando Rodriquez si laureò in medicina e filosofia nell'Università degli Studi di Napoli. Sempre a Napoli fu assistente volontario alla cattedra di clinica medica, svolse la libera professione medica, fu professore privato di scienze mediche. Da Napoli tornò definitivamente a Lipari nel 1841. A Lipari, nel 1842, sposò Marianna Megna dalla quale ebbe sette figli. A Lipari operò quale medico degli ospedali "San Bartolomeo" e "SS. Annunziata", medico comunale e vice protomedico fiscale; fu inoltre socio dell'Accademia Medica di Palermo.

## Storia delle malattie endemiche ed epidemiche dell'isola di Lipari
In quest'opera del 1856, Rodriquez descrive le cause e la diffusione alle Eolie di numerose patologie quali le malattie cutanee, i reumatismi, la sifilide, descrivendone le possibili cure e dando consigli igienici per limitarne la diffusione (per esempio la proposta di visite mediche periodiche agli infermi e alle prostitute).
In appendice all'opera c'è un significativo repertorio dei rimedi medici in uso nelle isole Eolie in quel tempo. Rodriquez propone di curare numerose malattie utilizzando le erbe che crescono alle isole Eolie, non di rado ispirandosi ai rimedi popolari, ma elaborandoli maggiormente. In tutto vengono consigliate una quarantina di specie vegetali eoliane, tra cui lo stramonio, il pomo di Sodoma, l'erba vetriola, per la cura di varie malattie, dalla pertosse, all'asma, ai calcoli. Viene anche descritto l'uso medico dell'acqua sulfurea delle Terme di San Calogero a Lipari, per la cura delle malattie cutanee.

## Opere
- Sulla corizza sofferta dagli abitanti di Lipari creduta da essi il grippe manifestatosi in Sicilia nel 1833, "Lo Spettatore Zancleo", II, 1834, n° 31.
- Lettera sul metodo più confacevole nella cura del colera-morbus, Tipografia All'insegna del Tasso, Napoli, 1837.[4]
- Discorso sulla medicina induttiva, Stamperia di Raffaele Miranda, Napoli, 1840.
- Guida medica per la studiosa gioventù, Stamperia di G. Fiumara, Messina, 1844.
- Lezione pratico-clinica per gli addiscenti di medicina sulla epidemia morbillosa avvenuta nel 1844 in Lipari, Stamperia Fiumara, Messina, 1844.
- Istoria di un tumore congestivo, in "L'Eco Peloritano", II, 1854.
- Storia delle malattie endemiche ed epidemiche dell'isola di Lipari, Stamperia di Pietro Morvillo, Palermo, 1856, pp. 34, con appendice sulle piante spontanee di Lipari.